# République somalie
1960–1969
Entités précédentes :
- Somalie britannique
- Territoire sous tutelle de Somalie

Entités suivantes :
- République démocratique somalie

La République somalie désigne la période durant laquelle en Somalie, de 1960 à 1969, les présidences d'Aden Abdullah Osman Daar puis d'Abdirashid Ali Shermarke notamment, tentent d'instaurer un gouvernement démocratique.
Les luttes claniques entre le nord et le sud du pays, les relations tendues avec les pays limitrophes font cependant de ces années une période instable.
Le coup d'État menant à la République démocratique somalie met fin à cette période de quête de démocratie.

## Histoire
La demande populaire a contraint les dirigeants de la Somalie britannique et de la  Somalie italienne à poursuivre leurs projets d'unification immédiate. Le gouvernement britannique a acquiescé à la force de l’opinion publique nationaliste somalienne et a accepté de mettre fin au régime de la Somalie britannique en 1960 pour que le protectorat puisse fusionner avec le territoire de la Somalie (ancienne Somalie italienne) Commission des Nations unies. En avril 1960, les dirigeants des deux territoires se sont réunis à Mogadiscio et sont convenus de former un État unitaire. Un président élu devait être chef de l'Etat. Un premier ministre responsable devant une assemblée nationale élue de 123 membres représentant les deux territoires détiendrait les pleins pouvoirs exécutifs.
En conséquence, la Somalie britannique s’est réunie comme prévu avec le territoire sous tutelle de la Somalie pour créer la République somalienne. Le 26 juin 1960, la Somalie britannique est devenue indépendante de la Grande-Bretagne en tant qu’État de Somalie. Le 1er juillet 1960, l'État de Somalie s'est unifié avec le territoire sous tutelle de la Somalie, formant la République somalienne.
Au cours des neuf années de démocratie parlementaire qui ont suivi l’indépendance de la Somalie, la liberté d’expression a été largement considérée comme découlant du droit traditionnel de tout homme à être entendu. L'idéal national professé par les Somaliens était un idéal d'égalité politique et juridique dans lequel les valeurs historiques somaliennes et les pratiques occidentales acquises semblaient coïncider. La politique était perçue comme un domaine qui ne se limitait pas à une profession, un clan ou une classe, mais ouvert à tous les membres masculins de la société. Lors des élections municipales de 1958, les femmes italiennes de Somalie ont voté. Le suffrage s’est ensuite étendu à l’ancienne Somalie britannique en mai 1963, lorsque l’Assemblée territoriale l’a voté avec une marge de 52 contre 42. La politique était un passe-temps national, la population se tenant au courant des développements politiques par la radio. L'engagement politique a souvent dépassé celui de nombreuses démocraties occidentales.